# ساوت کوو، سافک
ساوت کوو (به انگلیسی: South Cove) یک روستا و محله مدنی در بریتانیا است که در Waveney واقع شده‌ است.